# Villagers
I Villagers sono un gruppo musicale irlandese originario di Dublino e formatosi nel 2008.

## Storia del gruppo
Conor O'Brien fonda il gruppo dopo lo scioglimento della sua precedente band, i The Immediate. Il primo concerto del gruppo si tiene nel novembre 2008 a supporto dei The Chapters. Nel 2009 la band si esibisce nel programma televisivo Other Voices e pubblica l'EP di debutto, ossia Hollow Kind nel mese di febbraio. Al disco partecipano anche Sparklehorse e Bright Eyes. Nel tour che ne segue si esibiscono anche a sostegno di Neil Young, Tracy Chapman e Bell X1. Partecipano inoltre a diversi festival musicali in Irlanda e nel Regno Unito.
Nell'ottobre 2009 pubblicano il singolo On a Sunlit Stage. Nel gennaio 2010 il gruppo rappresenta l'Irlanda all'Eurosonic Festival di Groninga. Da marzo intraprendono un tour con Tindersticks e rilasciano il singolo Becoming a Jackal in aprile, mentre in maggio pubblicano l'album omonimo su Domino Records, esordio discografico su lunga distanza. Il disco riceve una nomination al Mercury Prize 2010 ed una al Choice Music Prize; inoltre raggiunge la vetta della classifica di vendita in Irlanda e della UK Indie Chart in Regno Unito. Nel 2010 si esibiscono in diverse occasioni, condite da apparizioni televisive (Later... with Jools Holland alla BBC) e partecipazioni a festival (Meltdown, Oxigen, Electric Picnic). Nel maggio 2011 la canzone Becoming a Jackal vince un Ivor Novello Awards nella categoria "Best Song Musically and Lyrically". Inoltre si aggiudicano anche due Digital Sockey Awards.
Nel settembre 2012 il gruppo annuncia il singolo The Waves, primo estratto dal loro secondo disco. Dal mese successivo partono in tour con i Grizzly Bear. 
Nel gennaio 2013 pubblicano Awayland (indicato come {Awayland}), disco coprodotto da Tommy McLaughlin da cui viene estratto anche il singolo Nothing Arrived. Anche questo disco riceve una nomination al Mercury Prize 2013 e raggiunge la posizione #16 della Official Albums Chart, oltre alla vetta della Irish Albums Chart.

## Formazione
- Conor O'Brien
- Tommy McLaughlin
- Danny Snow
- James Byrne
- Cormac Curran

## Discografia

### Album
- 2010 - Becoming a Jackal
- 2013 - Awayland
- 2015 - Darling Arithmetic
- 2018 - The Art of Pretending to Swim
- 2021 - Fever Dreams

### Live
- 2016 - Where Have You Been All My Life?

### EP
- 2009 - Hollow Kind